# Suha, Železna Kapla - Bela
Suha (nemško Zauchen) je naselje v Občini Železna Kapla - Bela v Okraju Velikovec na Koroškem v Avstriji.